# Ladaniva
Ladaniva (Ладанива, названа в честь внедорожника Нива) — французско-армянская музыкальная группа этно-музыки родом из Лилля. Дуэт, основанный в 2019 году, состоит из армянской певицы Жаклин Багдасарян и французского мультиинструменталиста Луи Томаса. Их музыкальный стиль вдохновлен музыкой со всего мира, особенно традиционной балканской музыкой, малойей и армянским фолком. Они представляли Армению на конкурсе «Евровидение 2024» с песней «Jako», заняли 8 место.

## История группы
Музыкальная группа Ladaniva была образована в 2019 году в Лилле певицей Жаклин Багдасарян и мультиинструменталистом Луи Томасом. Жаклин родилась в 1997 году в городе Ехегнадзор, Армения, выросла в Минске, Беларусь, а в 2014 году вместе с матерью эмигрировала во Францию. Она занимается пением с раннего детства и, проживая в городе Туркуэн, поступила в Лилльскую консерваторию. Томас, родившийся в 1987 году в Лилле и являющийся опытным джазовым музыкантом из семьи музыкантов, также учился в консерватории. Однажды вечером в 2018 году они случайно встретились во время джем-сейшна в музыкальном баре l’Intervalle во Вьё-Лилле.
В марте и апреле 2020 года, когда многие страны, охваченные пандемией COVID-19, находились в изоляции, группа Ladaniva опубликовала два клипа, «Vay Aman» и «Zepyuri Nman», которые имели большой успех, особенно среди армянской общины. Затем выходит клип «Kef Chilini», который за несколько месяцев набрал 18 миллионов просмотров на YouTube. В 2023 году Ladaniva выпускает свой первый альбом с одноимённым названием, который продюсирует и распространяет компания PIAS.
21 мая 2021 года группа впервые дала большой сольный концерт в Армении.
9 марта 2024 года Ladaniva была официально объявлена армянским представителем на конкурсе песни «Евровидение 2024». 13 марта песня «Jako» была представлена в качестве их заявки на конкурс.

## Музыкальный стиль
Репертуар Ladaniva вдохновлён, с одной стороны, традиционными песнями Армении, а с другой — музыкой Латинской Америки, Африки и острова Реюньон.

## Дискография

### Студийные альбомы
- 2023 — Ladaniva
- 2024 — Ladaniva (Postcards)

### Мини-альбомы
- 2020 — Ladaniva

### Синглы
- 2020 — Kef chilini
- 2020 — Oror
- 2021 — Pourquoi t’as fait ça
- 2023 — Shakar
- 2023 — Wayo waya
- 2023 — Je voulais
- 2023 — Je t’aime tellement
- 2023 — Jako
- 2024 — Here's to You Ararat
- 2024 — Saraiman

## Награды
В 2022 году Ladaniva была удостоена премии Music Moves Europe в номинации «Симпатия зрителей».